# Opstigningen
Opstigningen (russisk: Восхождение, translit.: Voskhosjdenie) er en sovjetisk dramafilm fra 1977 produceret af Mosfilm og instrueret af Larisa Sjepitko. Filmen er baseret på Vasil Bykaŭs roman Sotnikov fra 1970.
Filmen er optaget i sort-hvid i januar 1974 nær Murom i Vladimir oblast i Rusland under en hård vinter som foreskrevet i filmens manuskript. Det var Sjepitkos sidste film, inden hun døde i en trafikulykke i 1979. Filmen modtog Guldbjørnen ved den 27. Filmfestival i Berlin i 1977. Filmen blev indstillet som Sovjetunionens bidrag til en Oscar, men opnåede ikke nominering.

## Handling
Under den 2. verdenskrig tager to sovjetiske partisaner, Sotnikov (spillet af Boris Plotnikov) og Rybak (spillet af Vladimir Gostjukhin) til en hviderussisk landsby på jagt efter mad. Efter at have taget et husdyr fra den lokale leder af samarbejdet med tyskerne (spillet af Sergej Jakovlev), går de tilbage til deres enhed, men bliver opdaget af en tysk patrulje. Efter en langvarig pistolkamp i sneen, hvor en af tyskerne bliver dræbt, slipper de to mænd væk, men Sotnikov bliver skudt i benet. Rybak tager ham med til et nærliggende hus for at søge ly. I huset bor Demtjikha (spillet af Ljudmila Poljakova), der er mor til tre små børn. De bliver dog opdaget og fanget.
De to mænd og en grædende Demtjikha bliver ført til det tyske hovedkvarter. Sotnikov bliver først afhørt af den lokale kollaboratør Portnov (spillet af Anatoli Solonitsyn). Da Sotnikov nægter at svare på spørgsmålene, bliver han brutalt tortureret af medlemmer af hviderussiske kollaboratører, men giver stadig ingen oplysninger. Den anden partisan, Rybak, fortæller derimod så meget, som han tror, kollaboratørerne og tyskerne allerede ved, i håb om at overleve, så han kan flygte senere. Portnov tilbyder Rybak et job som hjælpe-politimand (kollaboratør). Bagefter bliver Sotnikov og Rybak fængslet for natten i den samme kælder med lederen, der nu er mistænkt for at støtte partisanerne, Basja Meyer, en ung jødisk pige skjult af en af landsbyens beboere, og Demtjikha. Sotnikov indvilliger i at tale med Portnov næste dag og påtager sig alt ansvar i håbet om at redde de andre.
Næste morgen bliver alle ført ud af kælderen, og Sotnikov kræver at tale med Portnov, som dog afviser at høre på ham. Desperat trygler Rybak Portnov om at lade ham slutte sig til politiet, hvilket han får lov til. Da hun ser dette, forsøger Demtjikha at afsløre, hvem der gemte Basa, men uden held. Sotnikov og de andre bliver ført væk og hængt.
Da Rybak går tilbage til lejren med sine nye kammerater, skælder landsbybeboerne ham ud. Med sin skyldfølelse og mangel på mod til at flygte, forsøger han at hænge sig i udhuset med sit bælte, men det lykkes ikke. En medpolitimand kalder på Rybak, indtil Rybak åbner døren. Politimanden fortæller ham, at deres kommandant vil have ham og efterlader ham alene i gården. Rybak stirrer ud ad den åbne dør og begynder at grine og græde.

## Medvirkende
- Boris Plotnikov som Sotnikov
- Vladimir Gostjukhin som Rybak
- Sergej Jakovlev
- Ljudmila Poljakova som Demtjikha
- Viktorija Goldentul som Basya Meyer
- Anatolij Solonitsyn som Portnov

## Udgivelse
Det havde været vanskeligt for  Sjepitko at opnå tilladelse til at lave filmen, og da filmen var færdig, var myndighederne tæt på at nægte distribution, da de anså filmen som en "religiøs lignelse med et mystisk skær" fremfor en film om partisanernes modstand mod tyskerne. Sjepitkos ægtefælle, filminstruktøren Elem Klimov, tog kontakt til førstesekretæren for kommunistpartiet i Hviderussiske SSR, Pjotr Masjerov, der selv var tidligere partisan. Masjerov blev vist filmen, som han herefter gav sin støtte. Filmen opnåede herefter tilladelse til distribution uden krav om ændringer.
Filmen blev vist ved Filmfestivalen i Berling, hvor den vandt Guldbjørnen. 
Filmen blev vist i juli 2018 ved Filmfestivalen i Venedig i afdelingen "Venice Classics section".